# Прапор Мадейри
Прапор Мадейри — офіційний символ автономного регіону Мадейра Португальської Республіки.
Прапор являє собою прямокутне полотнище з співвідношенням сторін 2:3, розділене на три вертикальні смуги рівної ширини. Крайні смуги сині, центральна — жовта (золота). На центральній смузі зображено хрест ордена Христа.
Синій колір символізує морське розташування острова, жовтий колір — м'який клімат, завдяки якому процвітає економіка острова. Хрест покликаний нагадувати про те, що острів виявили члени військового лицарського ордену, який належав дому Генріха Мореплавця. Хрест підкреслює зв'язок з Португалією.
Прапор було прийнято 28 липня 1978 року указом ради автономного регіону. Офіційне використання прапора дозволено конституцією Португалії. Відповідно до цієї конституції, Мадейра має статус автономного регіона зі своїм конституційним урядом, який має право на власні символи. Символи використовуються щоб підкреслити відмінності від решти Португалії.